# Hluboká (district de Chrudim)
Pour les articles homonymes, voir Hluboká.
Hluboká (en allemand : Hluboka) est une commune du district de Chrudim, dans la région de Pardubice, en République tchèque. Sa population s'élevait à 193 habitants en 2022.

## Géographie
Hluboká se trouve à 6 km à l'est du centre de Skuteč, à 23 km au sud-est de Chrudim, à 30 km au sud-est de Pardubice et à 120 km à l'est-sud-est de Prague.
La commune est limitée par Luže au nord, par Leština au nord-est, par Zderaz au sud-est, par Perálec au sud et par Skuteč à l'ouest.

## Histoire
La première mention écrite de la localité date de 1418.

## Administration
La commune se compose de quatre sections :
- Chlum
- Dolany
- Hluboká
- Střítež

## Transports
Par la route, Hluboká se trouve à 5 km de Luže, à 28 km de Chrudim, à 37 km de Pardubice et à 154 km de Prague. 